# نبرد بوسان (۱۵۹۲)
نبرد بوسان (انگلیسی: Battle of Busan) یا نبرد بوسان پو (نبرد خلیج بوسان) که در سال ۱۵۹۲ اتفاق افتاد، بمبارانی دریایی علیه کشتی‌های ژاپنی لنگر گرفته در بوسان بود. یی سون شین افزون بر ۱۰۰ کشتی ژاپنی را نابود کرده و با کمترین تلفات عقب‌نشینی نمود. نتیجه این نبرد پیروزی تاکتیکی کره ای‌ها بود. در حالی که در این نبرد ژاپنی‌ها ۱۳۰ کشتی خود را از دست دادند.